# La Dernière Maison sur la plage
Pour plus de détails, voir Fiche technique et Distribution.
La Dernière Maison sur la plage (La settima donna) est un giallo italien réalisé par Francesco Prosperi, sorti en 1978.

## Synopsis
Après le braquage sanglant d'une banque, trois malfrats, menés par Aldo, s'enfuient en voiture pour trouver rapidement une planque avant la mise en place de barrages de police. Lorsque le véhicule tombe en panne, ils sont contraints de se réfugier dans une villa en bord de mer qu'ils pensent vide. Mais elle est occupée par une nonne, sœur Christina, ses cinq élèves en pleine répétition de la pièce de théâtre Le Songe d'une nuit d'été de William Shakespeare et une femme de ménage. En attendant l'arrivée du bus scolaire censé récupérer les filles, qu'ils veulent voler pour continuer leur fuite, les trois braqueurs se livrent aux pires exactions envers leurs otages. Après avoir tué la bonne à coups de fer à repasser, ils violent la nonne et certaines élèves avant d'en abattre une. Assoiffées de vengeance, sœur Christina et les autres victimes se vengent d'eux en les assassinant un par un. 

## Fiche technique
- Titre original : La settima donna
- Titre français : La Dernière Maison sur la plage
- Réalisation : Francesco Prosperi
- Scénario : Romano Migliorini et Gianbattista Mussetto
- Montage : Francesco Malvestito
- Musique : Roberto Pregadio
- Photographie : Cristiano Pogány
- Production : Pino Buricchi
- Sociétés de production et distribution : Medusa Film
- Pays d'origine :  Italie
- Langue originale : italien
- Format : Couleurs - 1,85:1 - Mono
- Genre : Giallo, rape and revenge
- Durée : 86 minutes
- Date de sortie :  Italie : 20 août 1978

## Distribution
- Florinda Bolkan : sœur Cristina
- Ray Lovelock : Aldo
- Flavio Andreini : Walter
- Stefano Cedrati : Nino
- Sherry Buchanan : Lisa
- Laura Tanziani : Lucia
- Laura Trotter : Claudia
- Karine Verlier (créditée comme Karine Velier)
- Luisa Maneri (créditée comme Annalisa Pesce) : Matilde
- Isabel Pisano : la bonne (non créditée)

### Crédit de traduction
- (it) Cet article est partiellement ou en totalité issu de l’article de Wikipédia en italien intitulé « La settima donna » (voir la liste des auteurs).